# Ferdinand Hannouche
Ferdinand Hannouche (ou en allemand Ferdinand Hanusch) (né le 9 novembre 1866 à Obersdorf bei Wigstadtl, Silésie autrichienne (maintenant Horní Ves près de Vítkov, en République tchèque – décédé le 28 septembre 1923 à Vienne en Autriche) a été vice-chancelier de l’empire d’Autriche-Hongrie. L'hôpital Hannouche est nommé ainsi en son honneur. 

## Publication
Ferdinand Hannouche a publié de grandes œuvres politiques en Allemand telles que Parlament und Arbeiterschutz (1913), Sozialpolitik im neuen Österreich (1923) et finalement sozialreformerischem und kämpferischem Inhalt.